# Durham (Connecticut)
Durham é uma Região censo-designada localizada no estado americano de Connecticut, no Condado de Middlesex.

## Demografia
Segundo o censo americano de 2000, a sua população era de 2773 habitantes.

## Geografia
De acordo com o United States Census Bureau tem uma área de
16,2 km², dos quais 16,2 km² cobertos por terra e 0,0 km² cobertos por água.

## Localidades na vizinhança
O diagrama seguinte representa as localidades num raio de 24 km ao redor de Durham.